# Jean-Michel Damase
Jean-Michel Damase (Burdeos, 27 de enero de 1928 – París, 21 de abril de 2013) fue un pianista, director de orquesta y compositor de música clásica francés.

## Biografía
Damase era hijo de la harpista Micheline Kahn. Estudió con Marcel Samuel-Rousseau con cinco años y composición con nueve. Fue admitido en el Conservatorio de París en 1940, estudiando con Alfred Cortot en piano, y ganó su primer premio de piano en 1943. Posteriormente, estudió con Henri Büsser, Marcel Dupré y Claude Delvincourt en composición – ganando su primer premio de composición en 1947, donde también ganó el premio Premio de Roma Ese añi también escribió un trío para flauta, viola y harpa que fue grabada muchas veces.
Hizo su primera grabación de las nocturnas y barcarolles de Gabriel Fauré, por las que recibió el Grand Prix du Disque.

## Composiciones destacadas
Orquesta
- Sinfonía (1952)[6]
- Serenata para cuerda (1959)[6]

Orquestaciones
- La fille mal gardée (1985) (para el ballet de Peter Hertel de 1864)[7]

Concertatas
- Concerto para harpa y pequeña orquesta (1984)[7]
- Concerto para viola, harpa y orquesta de cuerda (1990)

Música de cámara
- Trio para flauta, violonchelo y harpa (1947)[8]
- Trio para flauta, viola y harpa (1947)[8]
- Quinteto para flauta, harpa y trio de cuerda, op. 2 (1948)[8]
- Aria para violonchelo (o viola, o saxofón alto) and piano, op. 7 (1949)
- 17 variations para quinteto de viento, op. 22 (1951)
- Sonate en concert para flauta, piano y violonchelo (ad libitum), op. 17 (1952)[8]
- Trio para flauta, oboe y piano (1961)
- Trio de cuerda (1965)[8]
- Sonata para clarinete y harpa (1984)[8]
- Vacances para saxofón alto y piano (1990)
- Intermède para viola y piano (1990)
- Épigraphe para viola y piano (1991)
- Ostinato para viola y piano (1991)
- Prélude, élégie et final para trombón bajo (o tuba) y piano (1993)
- Trio para oboe, cuerno, y piano (1993)
- Trio para dos flautas y piano (1997)
- Sonata para violonchelo y harpa (2002)[8]
- Hallucinations para viola y harpa
- Berceuse para cuerno y piano
- Pavane variée para cuerno y piano

Operas
- La tendre Eleonore (1958)[9]
- Colombe (presentada en Burdeos en 1961, letra de Jean Anouilh con Maria Murano)[9]
- Eugène le mystérieux (1963)[9]
- Le matin de Faust (1965)[9]
- Madame de ... (1969)[9]
- Euridice (premiered 1972 Bordeaux)[9]
- L'héritière (1974)[9]

Bandas sonoras
- Term of Trial (1962)[7]